# 잔두야
잔두야(이탈리아어: Gianduja dʒanˈduːja[*] 혹은 이탈리아어: Gianduia, 피에몬테어: giandoja [dʒaŋˈdʊja|])는 초콜릿과 개암을 균일하게 혼합한 나폴레옹 치하(1796–1814)의 토리노에서 유래한 당과이다. 잔두야는 주로 초콜릿 바처럼 굳히거나 액체 형태로 채우거나 스프레드로 사용된다.
잔두야는 개암 버터와 카카오매스를 혼합해서 만들어진다. 초콜릿과 유사하게 우유를 혼합하여 제작할 수도 있다. 경우에 따라서 개암이 아닌 아몬드와 같은 다른 견과를 쓴 변형 제조법도 존재한다. 고체 막대 형태의 잔두야는 평범한 초콜릿과 외형상 큰 차이가 없지만, 개암 기름이 함유되었기에 식감이 더 부드럽다. 개암 버터의 비중을 늘려 잔두야는 상온에서 고체로 굳지 않기도 한다.
초콜릿 스프레드는 잔두야에서 영감을 받아 발명되었다. 그러나, 초콜릿 스프레드로 시판되는 제품은 코코아 분말과 식물성 유지를 코코아 버터 계열의 재료보다 사용하는 일이 더 흔하다.

## 역사
나폴레옹이 1806년에 대륙봉쇄령을 내리면서 영국의 공산품이 프랑스 점령지의 항구로 수입되지 못하면서 카카오의 공급량이 크게 줄었다. 토리노의 초콜릿 제조가 미켈레 프로케트는 부족한 초콜릿 공급량을 충단하기 위해 토리노 남부의 랑게 산에 흔한 개암을 섞어 제작했다. 고체 잔두야가 처음 만들어진 시기는 불명이다. 그러나, 콜러가 1830년에 고체 초콜릿에 (통)개암을 처음 넣은 설을 유력하게 보고 있다. 그리고 1852년에 토리노의 초콜릿 제작사 카파렐이 처음으로 잔두야를 틀에 찍어 잔두이오토를 제작했다. 1951년에는 피에트로 페레로가 스프레드 형식의 잔두야를 발명했는데, 이는 누텔라의 전신이 되었다.
명칭의 유래는 전형적인 피에몬테인 사육제와 줄인형 주인공 "잔두이아"(Gianduja)에서 유래했는데, 공교롭게도 이 곳은 개암을 당과 재료로 흔히 쓰였다.

## 같이 보기
- 크레미노 - 잔두야를 재료로 한 당과
- 누텔라 - 잔두야 스프레드[8]
- 잔두야 관련 문헌 - Gianduja (fr.Wikibooks)
- 잔두야 크림 - (Crema gianduia (it.Wikipedia))